# Kościół Matki Bożej Nieustającej Pomocy w Załużu
Kościół Matki Bożej Nieustającej Pomocy w Załużu – świątynia w Załużu.

## Historia
Pierwotnie w Załużu dla wiernych obrządku rzymskokatolickiego istniała wybudowana z polecenia Adama Wiktora w 1880 kaplica w obrębie majątku dworskiego rodziny Wiktorów, zarówno funkcję sprawowania nabożeństw, jak również miejsce pochowków członków tejże familii.
Datki na budowę kaplicy-świątyni zbierano już przed 1914, a przewodniczącym komitetu w tej sprawie był kierownik miejscowej szkoły, Czesław Śmietana.
Kościół murowany został zbudowany w latach 1929-1931. Został wzniesiony w miejscu wcześniejszego istnienia karczmy. Fundatorami była rodzina Wiktorów. Subwencje na budowę przekazało koło Towarzystwa Szkoły Ludowej w Sanoku. Poświęcenie kościoła miało miejsce 11 października 1931, a uczestniczyli w nim obok rodzina gospodarza Pawła Wiktora (syn Adama), także biskup pomocniczy przemyski Franciszek Barda, przedstawiciele okolicznego ziemiaństwa (Jan Wiktor, Adam Wiktor, Irena Załuska, Jan Potocki, Olga Wiktor, Helena Gniewosz, Henryk Mniszek-Tchorznicki, August Krasicki, Ireneusz Załuska, Adam Gubrynowicz), a także przedstawiciele władz lokalnych, wojskowi, miejscowa ludność. Na początku 1932 gmina Załuż została wydzielona z parafii Lesko i przydzielona do parafii Sanok.
Według różnych źródeł polichromię w świątyni wykonał Jan Henryk Rosen lub Alfred Żmuda (redaktor tygodnika „Światowid”). Na polichromiach zostały przedstawione postaci: Matka Boska w stroju krakowskim, Jezus Chrystus w białej sukmanie, anioł (odwzorowana została córka naczelnika miejscowej stacji kolejowej)
Kościół przynależy jako kościół filialny do Parafii Świętych Kosmy i Damiana w Wujskiem (Dekanat Sanok II).